# Fourcatier-et-Maison-Neuve
Fourcatier-et-Maison-Neuve là một xã trong vùng hành chính Franche-Comté, thuộc tỉnh Doubs, quận Pontarlier, tổng Mouthe. Tọa độ địa lý của xã là 46° 45' vĩ độ bắc, 06° 19' kinh độ đông. Fourcatier-et-Maison-Neuve nằm trên độ cao trung bình là 979 mét trên mực nước biển, có điểm thấp nhất là 889 mét và điểm cao nhất là 1025 mét. Xã có diện tích 2.75 km², dân số vào thời điểm 1999 là 75 người; mật độ dân số là 27 người/km².

## Thông tin nhân khẩu
| 1962 | 1968 | 1975 | 1982 | 1990 | 1999 |
| ---- | ---- | ---- | ---- | ---- | ---- |
| 37   | 50   | 34   | 49   | 80   | 75   |